# Санкт-Лоренцен-бай-Книттельфельд
Санкт-Лоренцен-бай-Книттельфельд (нем. Sankt Lorenzen bei Knittelfeld) — коммуна (нем. Gemeinde) в Австрии, в федеральной земле Штирия. 
Входит в состав округа Книттельфельд.  Население составляет 797 человек (на 31 декабря 2005 года). Занимает площадь 35,82 км². Официальный код  —  6 09 10.

## Политическая ситуация
Бургомистр коммуны — Хуберт Вольфсбергер (UBS) по результатам выборов 2005 года.
Совет представителей коммуны (нем. Gemeinderat) состоит из 9 мест.
- местный список: 4 места.
- АНП занимает 3 места.
- СДПА занимает 2 места.